# نهنگ قاتل در آسمان
نهنگ قاتل در آسمان (به [Косатка в небе] Error: {{Lang-xx}}: متن دارای نشانه‌گذاری ایتالیک است (راهنما)) اولین آلبوم استودیویی خواننده روسی، اولگا سیرابکینا است که در ۴ آوریل ۲۰۱۹ توسط مالفا رکوردز منتشر شد.